# Gloria Grahame
Gloria Grahame (Los Angeles, 28 de novembro de 1923 - Nova Iorque, 5 de outubro de 1981) foi uma atriz e cantora norte-americana.
Começou sua carreira de atriz no teatro e em 1944 fez seu primeiro filme para MGM. Mesmo após aparecer no elogiado It's a Wonderful Life (1946), a MGM não acreditava no seu potencial para o sucesso e vendeu o seu contrato para o RKO Studios. Escalada para projetos nos estilo noir, Gloria foi indicada ao Oscar de Melhor Atriz Coadjuvante por Crossfire (1947) e depois levou o prêmio por seu papel em The Bad and the Beautiful (1952). Ganhou o estrelado em Sudden Fear (1952), Human Desire (1953), The Big Heat (1953) e Oklahoma! (1955), mas sua carreira cinematográfica começou a entrar em declínio logo depois, após denúncias de assédio e o escândalo de seu casamento com Tony Ray.
Gloria se voltou para os palcos, tendo apenas papéis de figuração. Em 1974, ela foi diagnosticada com câncer de mama, que entrou em remissão menos de um ano depois e ela retomou o trabalho. Em 1980, o câncer retornou, mas Gloria não aceitou o diagnóstico, tampouco buscou tratamento. Ela preferiu continuar trabalhando viajando para a Inglaterra, onde estreou uma peça de teatro. Sua saúde, porém, piorou rapidamente, levando a uma peritonite pouco depois de um procedimento de remoção de fluídos de seu abdômen, em setembro de 1981. Gloria retornou a Nova Iorque, mas morreu em outubro de 1981.

## Biografia
Gloria nasceu em Los Angeles, na Califórnia, em 28 de novembro de 1923. Criada na denominação metodista, era filha do arquiteto e escritor Reginald Michael Bloxam Hallward e Jeanne McDougall, atriz britânica de teatro e professora de drama. Sua irmã mais velha, Joy Hallward (1911–2003), também foi atriz, e se casou com John Mitchum, irmão mais novo do também ator Robert Mitchum. Suas primeiras aulas de atuação foram com sua mãe, em casa, ainda criança, ensaiando em palcos improvisados na sala da residência. Gloria estudou em escolas da região, mas não chegou a completar o ensino médio, parando os estudos para seguir carreira de atriz em Hollywood.

## Carreira
Gloria assinou um contrato com os estúdios da MGM depois que Louis B. Mayer, um dos fundadores do estúdio, assistiu a uma peça sua na Broadway. Sua estreia nos cinemas foi com Blonde Fever (1944) e em seguida marcou os cinemas com sua personagem paqueradora, Violet Bick, salva da desgraça por George Bailey em It's a Wonderful Life (1946). A MGM não conseguiu, ou não quis, desenvolver seu potencial como celebridade e seu contrato foi vendido para a RKO Studios em 1947.

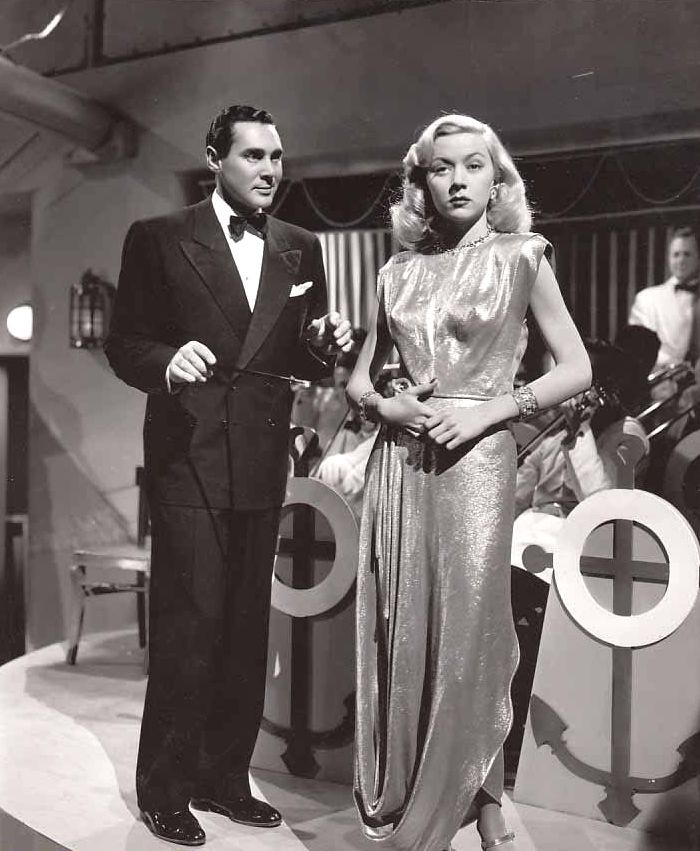
Philip Reed e Gloria Grahame em Song of the Thin Man, 1947

Muito bonita e atraente, Gloria se destacou nas telas em filmes noir. Fez vários filmes para diversos estúdios em Hollywood nessa época. Por seu trabalho em Crossfire (1947) Gloria foi indicada ao Oscar de Melhor Atriz Coadjuvante. Em In a Lonely Place (1950), Gloria estrelou ao lado de Humphrey Bogart para a Columbia Pictures, papel pelo qual recebeu ótimas críticas. Ainda que seja considerado um de seus melhores papéis, o filme não foi bem-sucedido nas bilheterias e Howard Hughes, dono dos estúdios RKO, admitiu nem ao menos ter assistido.
Quando lhe ofereceram papéis em Born Yesterday (1950) e A Place in the Sun (1951), Gloria recusou e aceitou um papel coadjuvante em Macao (1952). Mesmo tendo apenas 9 minutos em tela no filme The Bad and the Beautiful (1952), ela ganhou a estatueta do Oscar de melhor atriz coadjuvante. Gloria manteve o recorde de menor tempo em tela para uma estatueta do Oscar até 1976, quando Beatrice Straight ganhou por Network, com apenas 5 minutos.
Outros papéis de destaque incluem a vigarista Irene Neves em Sudden Fear (1952), a femme fatale Vicki Buckley e Human Desire (1953) e Debby Marsh no filme de Fritz Lang, The Big Heat (1953). Mas sua carreira entrou em declínio após o musical Oklahoma! (1955). Gloria, a quem o público estava acostumado a ver como femme fatale de filme noir, foi vista por alguns críticos como uma moça do campo ignorante em um musical, e a paralisia do lábio superior de uma cirurgia plástica alterou sua fala e aparência. Além disso, havia rumores de que Gloria tinha sido difícil no set de Oklahoma!, ofuscando parte do elenco e alienando suas co-estrelas.
Assim, Gloria lentamente voltou para os palcos, ocasionalmente fazendo figurações em filmes de baixo orçamento e alcance. Estreou na televisão em 1963, na série de ficção científica The Outer Limits.

## Vida pessoal

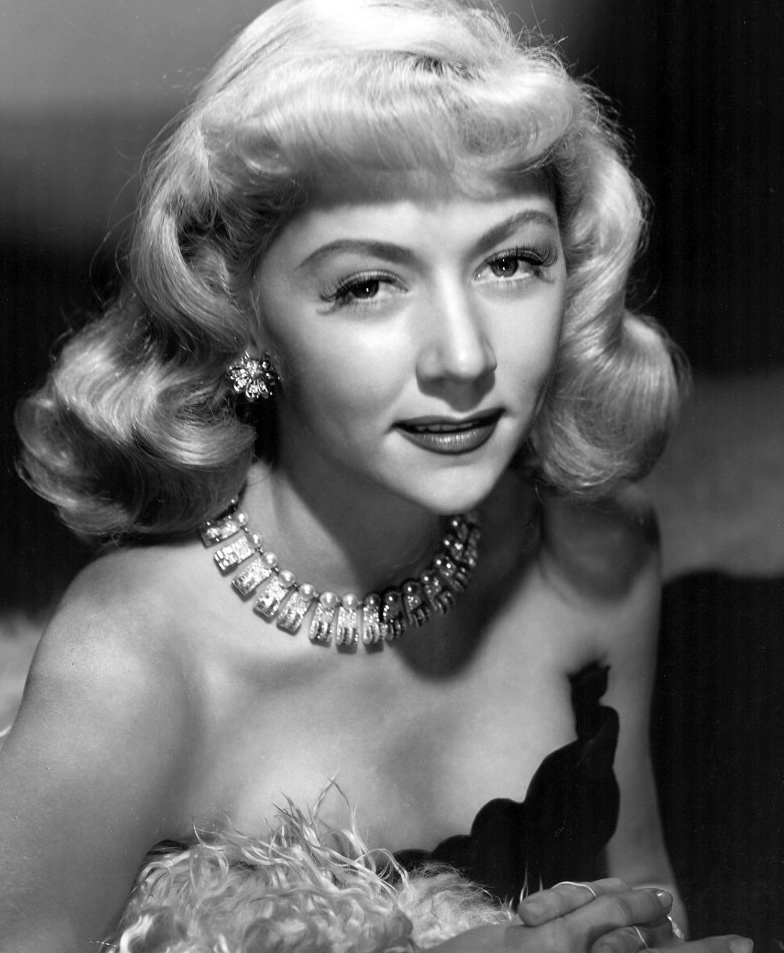
Fotografia publicitária de Gloria Grahame em 1947. A imagem apresenta Gloria em um retrato profissional, utilizando vestimenta e penteados condizentes com a época.

Gloria se preocupava muito com a aparência. Achava que seu lábio superior era muito fino e que as rugas eram muito profundas. Para evitar os sulcos na pele, Gloria colocava algodão ou pedaços de tecido na boca, o que seus colegas descobriram em cenas de beijo. No final dos anos 1940, ela começou a fazer pequenos procedimentos de cirurgia plástica nos lábios e no rosto. A obsessão por procedimentos estéticos levou a uma paralisia parcial dos lábios e da face.
Gloria casou-se quatro vezes e teve quatro filhos. Seu primeiro casamento foi com o ator Stanley Clements, em agosto de 1945, mas eles se divorciaram em junho de 1948. No dia seguinte à finalização de seu divórcio, Gloria se casou com o diretor Nicholas Ray, com quem teve um filho, Timothy, que nasceu em novembro. Depois de várias idas e vindas, eles se divorciaram em 1952.
Seu terceiro casamento foi com o roteirista e produtor Cy Howard. Eles se casaram em agosto de 1954 e tiveram uma filha, Marianna Paulette, em 1956. Citando abusos e violência, Gloria entrou com o divórcio em maio de 1957 e ele foi finalizado em novembro.
O quarto e último casamento foi com o ator Anthony "Tony" Ray, filho de seu segundo marido com sua primeira esposa. Anthony foi seu enteado e de acordo com Nicholas, o relacionamento deles começou quando Tony tinha apenas 13 anos e Gloria e Nicholas ainda eram casados. Nicholas alega ter pegado os dois juntos na cama, o que ele alega ter sido a causa do seu divórcio, em 1950.
O biógrafo e ex-namorado de Gloria, Peter Turner, contesta a versão de Nicholas, dizendo que o relacionamento de Gloria com Tony só começou quando os dois atuaram juntos e fizeram uma cena de sexo. Os dois teriam se reencontrado em 1958 e casaram-se em Tijuana, no México, em maio de 1960. O casal teve então dois filhos, Anthony, Jr. (1963) e James (1965). O casamento, porém não foi anunciado à imprensa até 1962, quando foi amplamente explorado pelos tabloides da época em um escândalo sexual que mancharia a carreira de Gloria para sempre. Após saber de seu casamento com Tony, o terceiro ex-marido, Cy Howard, tentou ganhar na justiça a custódia de sua filha, Marianna, alegando que Gloria era negligente. Os dois lutaram nos tribunais por anos.
O escândalo, a batalha pela custódia, a obsessão com a aparência, levaram Gloria a um colapso nervoso. Ela se internou em uma clínica psiquiátrica, chegando a passar por tratamento com eletrochoque em 1964. Mesmo com o escândalo do casamento com Tony, ele foi o que durou mais tempo e eles se divorciaram em maio de 1974 depois de 14 anos de casados.

## Morte

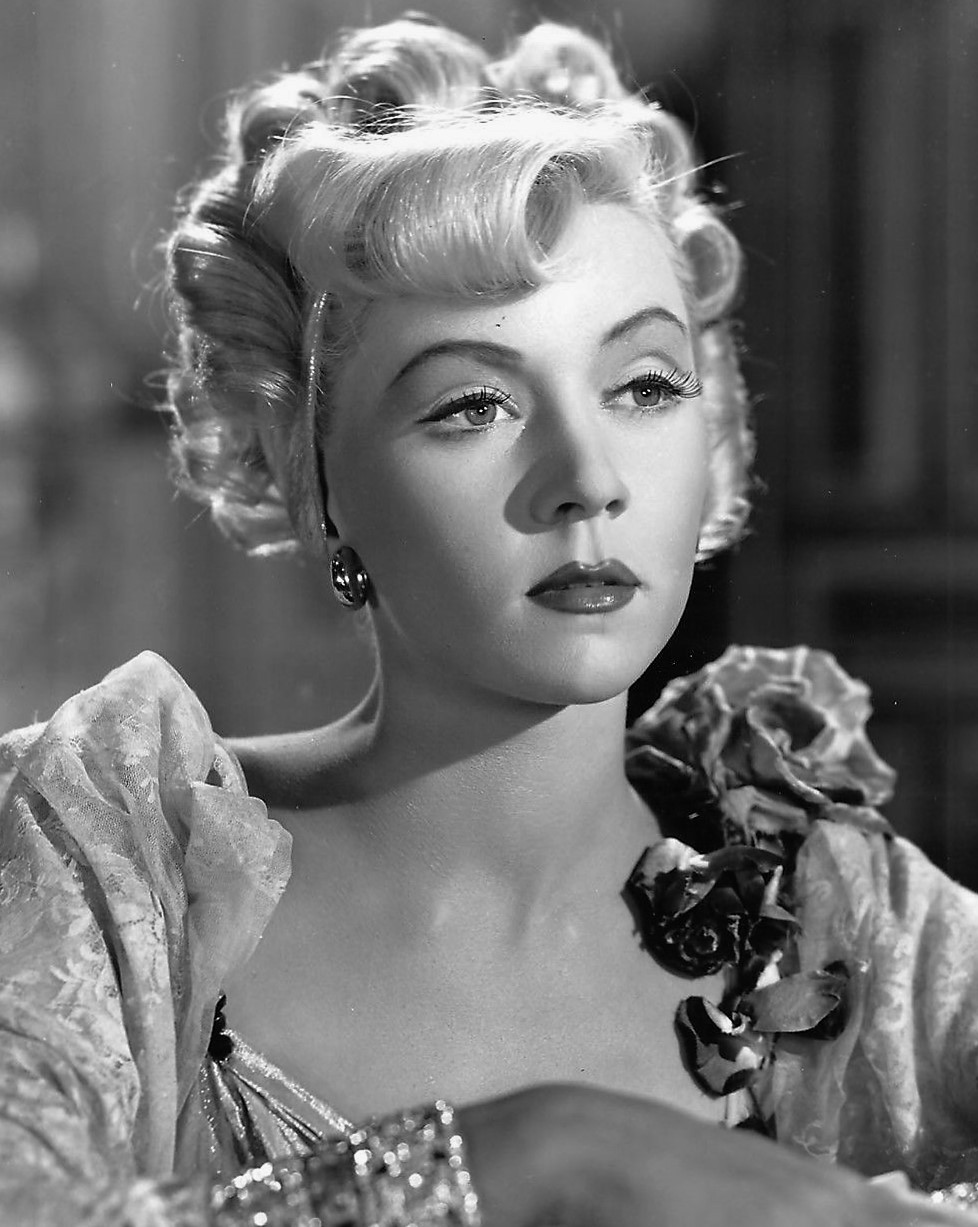
Gloria Grahame em uma foto publicitária, 1947

Em março de 1974, Gloria foi diagnosticada com um câncer de mama. Ela passou por radioterapia, mudou a dieta, parou de fumar e beber e começou a usar remédios homeopáticos. Menos de um ano depois, o câncer entrou em remissão. O câncer voltou em 1980, mas Gloria se recusou a reconhecer o diagnóstico e não procurou tratamento. Apesar da saúde estar piorando, ela continuou trabalho nos palcos, tanto nos Estados Unidos quanto no Reino Unido.
Em 1981, enquanto atuava no The Dukes, em Lancaster, Gloria ficou gravemente doente. O hospital local queria mandá-la para a cirurgia, o que Gloria recusou. Entrando em contato com um antigo namorado, o ator Peter Turner, ela pediu que ele a deixasse morar em Liverpool, onde a mãe de Peter morava. Ela também pediu a Peter que não entrasse em contato com sua família ou com seus médicos, mas Peter os contatou, ao ver como estava sua saúde.
O médico disse que havia um tumor "do tamanho de uma bola de futebol" no abdômen de Gloria. Peter então avisou aos filhos de Gloria, Timothy e Marianna, nos Estados Unidos, sobre sua condição. Os dois voaram para a Inglaterra, decididos a levar a mãe de volta para casa, contra as recomendações do médico britânico e de Peter.
Gloria ficou apenas seis dias na casa da mãe de Peter e em 5 de outubro de 1981, ela voltou para os Estados Unidos na companhia dos dois filhos e foi imediatamente internada no Hospital St. Vincent, em Nova Iorque. Ela morreu no hospital, poucas horas depois de se internar, aos 57 anos. Ela foi sepultada no Oakwood Memorial Park Cemetery, em Los Angeles.

## Filmografia
| Ano  | Título                                | Papel                         | Notas |
| ---- | ------------------------------------- | ----------------------------- | --- |
| 1944 | Blonde Fever                          | Sally Murfin                  | |
| 1945 | Without Love                          | Flower girl                   | |
| 1946 | It's a Wonderful Life                 | Violet Bick                   | |
| 1947 | It Happened in Brooklyn               | Nurse                         | |
| 1947 | Crossfire                             | Ginny Tremaine                | Nominada - Oscar de melhor atriz (coadjuvante/secundária)                                                            |
| 1947 | Song of the Thin Man                  | Fran Ledue Page               | |
| 1947 | Merton of the Movies                  | Beulah Baxter                 | |
| 1949 | A Woman's Secret                      | Susan Caldwell aka Estrellita | |
| 1949 | Roughshod                             | Mary Wells                    | |
| 1950 | In a Lonely Place                     | Laurel Gray                   | |
| 1952 | The Greatest Show on Earth            | Angel                         | |
| 1952 | Macao                                 | Margie                        | |
| 1952 | Sudden Fear                           | Irene Neves                   | |
| 1952 | The Bad and the Beautiful             | Rosemary Bartlow              | Oscar de melhor atriz (coadjuvante/secundária) Nominada - Melhor atriz (coadjuvante/secundária)/secundária em cinema |
| 1953 | The Glass Wall                        | Maggie Summers                | |
| 1953 | Man on a Tightrope                    | Zama Cernik                   | |
| 1953 | The Big Heat                          | Debby Marsh                   | |
| 1953 | Prisoners of the Casbah               | Princess Nadja aka Yasmin     | |
| 1954 | Human Desire                          | Vicki Buckley                 | |
| 1954 | Naked Alibi                           | Marianna                      | |
| 1954 | The Good Die Young                    | Denise Blaine                 | |
| 1955 | The Cobweb                            | Karen McIver                  | |
| 1955 | Not as a Stranger                     | Harriet Lang                  | |
| 1955 | Oklahoma!                             | Ado Annie Carnes              | |
| 1956 | The Man Who Never Was                 | Lucy Sherwood                 | |
| 1957 | Ride Out for Revenge                  | Amy Porter                    | |
| 1959 | Odds Against Tomorrow                 | Helen                         | |
| 1966 | Ride Beyond Vengeance                 | Bonnie Shelley                | |
| 1971 | Blood and Lace                        | Mrs. Deere                    | |
| 1971 | The Todd Killings                     | Mrs. Roy                      | |
| 1971 | Chandler                              | Selma                         | |
| 1972 | The Loners                            | Annabelle                     | |
| 1973 | Tarot                                 | Angela                        | |
| 1974 | Mama's Dirty Girls                    | Mama Love                     | |
| 1976 | Mansion of the Doomed                 | Katherine                     | |
| 1979 | A Nightingale Sang in Berkeley Square | Ma Fox                        | |
| 1979 | Head Over Heels                       | Clara                         | |
| 1980 | Melvin and Howard                     | Mrs. Sisk                     | |
| 1982 | The Nesting                           | Florinda Costello             | |